# Cathédrale Saint-Joseph de Gulu
Cette  cathédrale n’est pas la seule cathédrale Saint-Joseph.
La cathédrale Saint-Joseph est la cathédrale catholique de l'archidiocèse de Gulu en Ouganda. Elle se trouve dans la ville de Gulu, au nord du pays.

## Historique
La cathédrale a été construite entre 1931 et 1941 par les pères comboniens italiens qui administraient alors la mission. D'architecture néo-classique, elle peut accueillir 5 000 personnes. Elle est construite à partir de plus de 800 000 briques que les pères et les frères aidés de maçons ont fait cuire eux-mêmes au bord de la rivière Oyitino. Les villageois chrétiens et les catéchumènes les ont apportées en les transportant sur la tête chaque dimanche et jour de fête après la messe sur le lieu de la construction.
La cathédrale est consacrée le 13 juin 1941, jour du Sacré-Cœur de Jésus.
La cathédrale n'était pas encore terminée que le 24 décembre 1938, y furent ordonnés les deux premiers prêtres ougandais de la région du Nord, les PP. John Onom et Donasyano Bala. Les dépouilles des évêques Angelo Negri et Cipriano Kihangire sont inhumées à la cathédrale. L'ancien toit de zinc a été remplacé en 1994 par un toit de cuivre, plus résistant.
Le pape Jean-Paul II au cours de sa visite pastorale en Ouganda est venu ici, le 6 février 1993, pour prier devant le Saint-Sacrement, devant une assistance de dizaines de milliers de fidèles.
La cathédrale est restaurée en 2000-2001 (remplacement du revêtement du sol, décoration intérieure). La cathédrale et le diocèse ont été administrés par les pères comboniens des débuts jusqu'en 2006, année où ils ont été remplacés par des membres du clergé diocésain. Le premier curé de la cathédrale issu du clergé diocésain était l'abbé Gaudens Langol Olango, mort dans un accident de la route en 2008, sur la route Gulu-Kampala.